# Михајло Дивац
Михајло Дивац (Београд, 1967 — Београд, 12. фебруар 1995) био је боксер и криминалац са Новог Београда.

## Биографија
Рођен је на Новом Београду 1967. године и рано је почео да се бави боксом. Као младић отишао је на ратиште од 1991. до 1993. године. Био је припадник чувене 63. падобранске бригаде, а касније и војне полиције. Био је на ратишту у Вуковару и на босанском ратишту у селу Осмаче.

### Новобеоградски клан
Предводио је новобеоградски клан и убрзо постао председник ФК Бежанија. По повратку са ратишта, Дивац је ојачао и учврстио везе, са њим се није могло много разговарати, био је натприродан и често је проблеме решавао насиљем. Дивац је у београдском подземљу био познат као „срчана фигура” кратког осигурача кога су се многи плашили. Сведоци његовог доба тврде да је улазио у барове на Новом Београду и да је рекетирао крупне ликове. Учинио је то тако што је наводно затражио помоћ од десет хиљада марака од свих присутних, наводећи да му је „понестало новца“. Свако би аутоматски зграбио џеп и помогао младом Дивцу, јер су знали да у супротном могу очекивати бруталне реакције, рекао је раније његов познаник медијима и открио да новац никада није вратио.
Његови познаници кажу да му се није свидело што су се тадашња деца мрзела због клубова за које су навијали. Ривалство између ФК Црвена звезда и ФК Партизана постоји деценијама, а ратних деведесетих клинци која су навијала за црвено-беле и црно-беле нису се баш мирисали. Према познаницима, Дивац је инсистирао да се не мрзе, а тих ратних деведесетих рекао им је да имају довољно непријатеља са стране. Живео је у блоковима на Новом Београду, а комшије кажу да је увек био љубазан, али да није било недеље да га неко није упуцао. Неки од њих, као случајни пролазници, били су сведоци тих сурових обрачуна. Дивац је био глумац у филму Видимо се у читуљи.

## Смрт
Убијен је у 28. години, после краће дискусије са бившим боксером Радованом Радусиновићем у пуцњави 12. фебруара 1995., испред хотела „Путник”. Ту су били смештени учесници боксерског турнира „Београдски победник”, и он је око осам сати ујутру отишао у хотел, да од такмичара Славише Поповића узме фотографију са посветом. Излазећи из хотела, засметао му је начин на који га је гледао Радусиновић. После неколико размењених речи, извукао је пиштољ и испалио шест хитаца у правцу Радусиновића и његовог пријатеља. Затим је истрчао напоље, добацујући својим пријатељима да бјеже, јер је „израњавао људе”. Након чега га је рањени Радусиновић убио, поготком у леђа.